# Lee Hardy
Lee Hardy (sinh ngày 26 tháng 11 năm 1981) là một cựu cầu thủ bóng đá người Anh từng thi đấu ở vị trí tiền vệ ở Football League cho Oldham Athletic và Macclesfield Town và ở Scottish League cho Ayr United, St Johnstone và Hamilton Academical. Anh bắt đầu sự nghiệp bóng đá với tư cách người tập luyện cùng với Blackburn Rovers, nhưng không được đá cho đội một, và cũng chơi bóng đá non-league cho Hucknall Town và Leigh RMI. Ông giải nghệ và nhận sự tư vấn y tế vào tháng 1 năm 2006, khi mới 24 tuổi, sau khi dính chấn thương mắt cá.